# Ivan McFarlin
Ivan Cornell McFarlin (Missouri City, 26 aprile 1982) è un ex cestista statunitense, professionista NBA e in Europa.